# Coryphaena hippurus

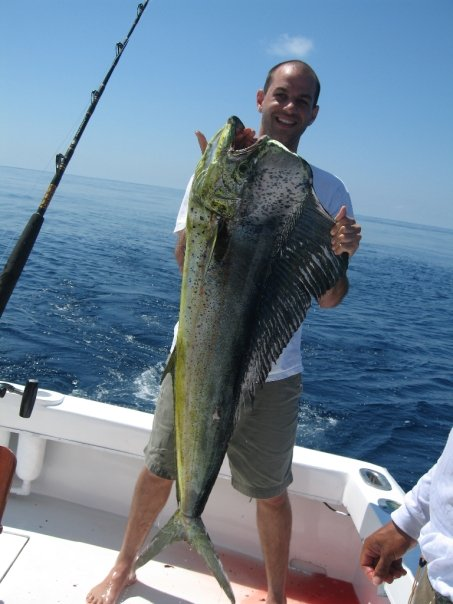
Щойно зловлена корифена велика

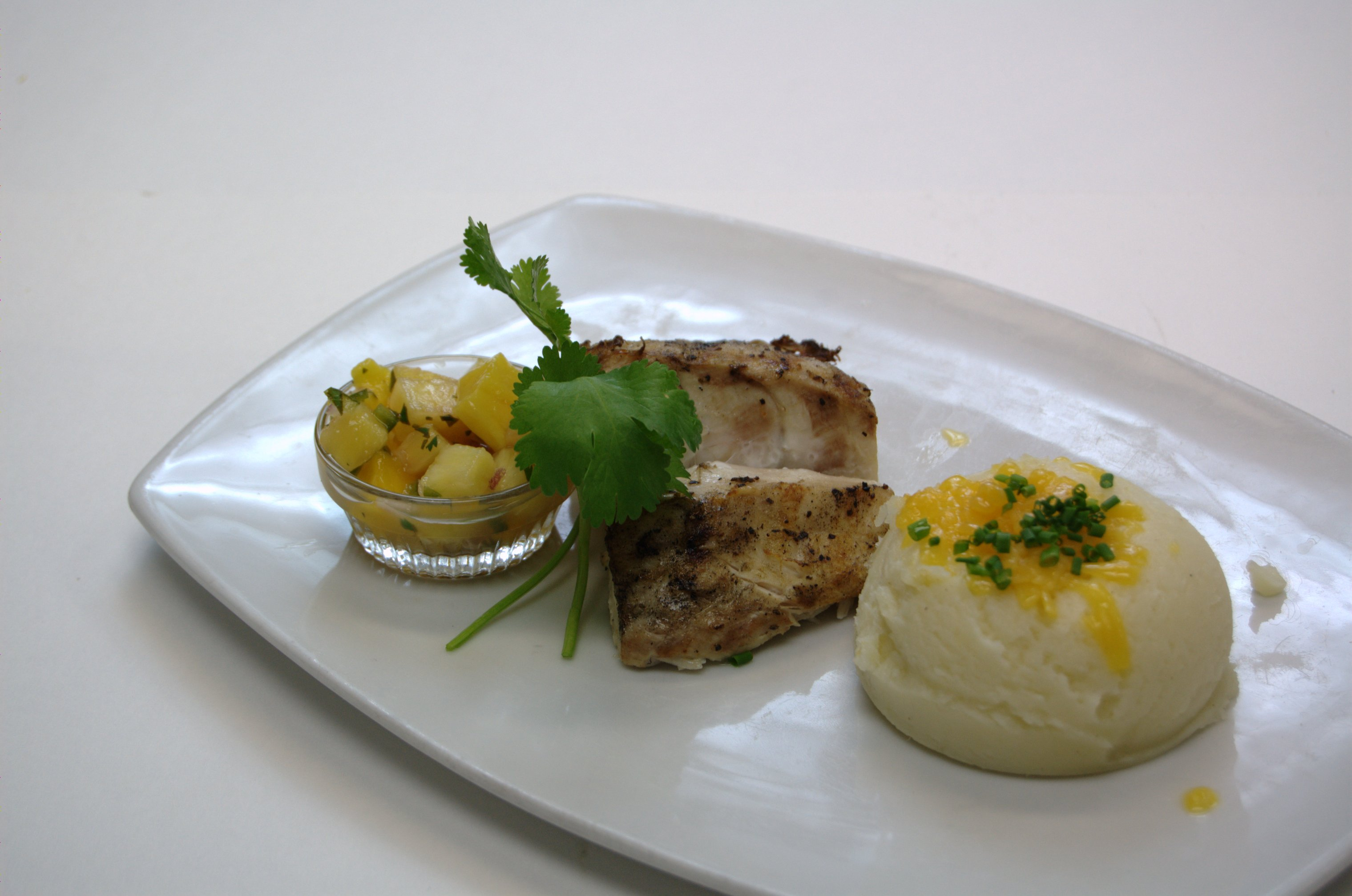
Приготована риба дорадо

Корифена велика, золотистий дорадо або золота макрель (лат. Coryphaena hippurus) — вид променеперих риб, що поширені у тропічних і субтропічних водах Індійського, Тихого та Атлантичного океанів.

## Загальний опис
```
   Зовнішній вигляд 
```

Тіло подовжене, сильно стисле з боків, із заокругленим профілем голови. Забарвлення цієї риби надзвичайно яскраве, від освітлення буває різним: спина забарвлена в зелений або синій колір, боки й черево золотисті. На першому розкидані сині плями. Хвостовий плавець жовтий, спинний темно-синій і дуже високий. Найбільша висота тіла поблизу потилиці, далі тіло поступово звужується до хвостового стебла. Бічна лінія утворює помітний незграбний вигин. Досягає завдовжки понад 1 м, важить від 15 до 20 кг.

### Харчування
Корифени — це хижі риби, в раціон яких входять краби, кальмари, скумбрія, летюча риба. Споживають також зоопланктон, який зустрічається під саргасовими водоростями. Корифени іноді пливуть за дошками та уламками корабля, полюючи на численних риб, що збираються там. Моряки вірять, що з появою цих риб поблизу корабля незабаром відбудеться шторм.

### Розмноження
Дорадо належить до протеандрій, тобто здатна продукувати за рахунок спеціальних ділянок яєчника спочатку сперматозоїди, а потім яйця, запліднює цими сперматозоїдами. Всі доради народжуються самцями і живуть так перші три роки. На четвертий рік вони перетворюються на самиць.
Час нересту - літні місяці. Ікринки і личинки знаходяться в захисній оболонці. При довжині 5-9 мм, у личинок є характерна кістяна кромка над очима і колюча жаберна кришка; тільки при довжині близько 1,5 см вони приймають дорослу форму і переміщаються ближче до узбережжя.

## Ареал
Велика корифена живе в теплих частинах океану, переважно у водах жаркого поясу, але поширюється й далі на північ та південь залежно від того, наскільки теплі морські течії виявляються для неї зручними. Під час метання ікри або пливучи за стадами риб, корифени підходять до берегів. Та в інший час вони перебувають на достатній відстані від суходолу або у відкритому морі. Зрідка відзначається в водах Примор'я, куди мігрує з південних районів Японського моря. Звичайна корифена широко поширена в тропічних і субтропічних водах всіх океанів.

## Таксономіятаетимологія
Вперша була описана Карлом Лінейом у 1758 році, який дав рибі назву лат. Coryphaena hippurus, дос. «Голова золотої рибки»

## Значення для людини

### Делікатес
Корифена здавна вважається делікатесом. Її м'ясо має солодкуватий смак і ніжну консистенцію. Воно корисне, відрізняється щільною структурою, малою кількістю кісток, тонким ароматом і білим кольором. Також малокалорійне, на 100 грамів філе припадає 1,8 грамів жирів. 

### Риболовля
У Примор'ї через рідкість промислового значення не має. В інших районах - об'єкт спортивної риболовлі. М'ясо звичайного дорада відрізняється хорошими смаковими якостями, проте її голову вживати в їжу не рекомендується, оскільки відомі випадки отруєння. Вилов, зазвичай, відбувається гачковими снастями.

### Отруєння
Ця риба може викликати отруєння гістаміну. Якщо належним чином не охолодити її, то бактерії починають руйнувати амінокислоту гістидин в рибі, утворюючи гістамін, здатний викликати захворювання, схоже на алергічну реакцію.[джерело?]